# Lance Moore
Lance Andrew Moore (Columbus, 31 agosto 1983) è un giocatore di football americano statunitense che gioca nel ruolo di wide receiver per i Detroit Lions nella National Football League (NFL). Dopo non essere stato selezionato Draft NFL 2005 firmò coi Cleveland Browns. Al college ha giocato a football all'Università di Toledo.

## Carriera professionistica

### Cleveland Browns
Dopo non essere stato scelto nel Draft 2005, Moore firmò coi Cleveland Browns in qualità di free agent ma fu tagliato prima dell'inizio della stagione regolare.

### New Orleans Saints

#### Stagione 2005
Dopo il taglio da parte dei Browns, Moore firmò coi Saints per far parte della loro squadra di allenamento. Nella sua stagione da rookie, Lance non vide mai il rettangolo di gioco.

#### Stagione 2006
All'inizio della stagione 2006, Moore fu trasferito momentaneamente dai New Orleans Saints nella NFL Europe, dove giocò nei Berlin Thunder.
Successivamente fu promosso nel roster attivo dei Saints e disputò 4 partite nella NFL, nei ruoli di ritornatore e wide receiver. Fu tagliato dalla squadra il 29 ottobre ma riassunto per far parte della squadra di allenamento il giorno successivo.

#### Stagione 2007
Il 14 ottobre 2007, Moore disputò la prima gara di titolare in carriera. Egli partì a fianco del wide receiver Marques Colston e segnò il primo touchdown della carriera su una ricezione da 7 yard contro i Seattle Seahawks con 5 minuti e 18 secondi alla fine del secondo quarto. La sua stagione si concluse con 4 partite da titolare su 16 gare disputate, 302 yard ricevute e 2 touchdown su ricezione.

#### Stagione 2008
Moore iniziò l'annata come il terzo wide receiver nelle gerarchie della squadra. Quando Marques Colston rimase fuori dai giochi con una frattura al dito, a Moore fu data l'opportunità di incrementare il minutaggio a propria disposizione
La stagione 2008 fu, fino a quel momento, la migliore della carriera per Lance Moore che terminò con 79 ricezioni per 928 yard e 10 touchdown.

#### Stagione 2009: vittoria del Super Bowl
A causa di un infortunio alla caviglia e un altro al tendine del ginocchio, il rendimento di Moore decrebbe rispetto all'exploit della stagione precedente. In una delle poche gare in cui non fu tormentato dagli infortuni ricevetti 6 palloni per 68 yard e un touchdown (l'unico della stagione) contro i New York Giants. I Saints iniziarono la stagione vincendo le prime 13 partite consecutive, prima di perdere le ultime tre. La possibilità di saltare il turno delle wild card si rivelò di gran beneficio per la squadra, che poté ritemprarsi dopo il difficile finale di stagione regolare. Nel division round dei playoff, i Saints superarono i Cardinals 41-14 e nella finale della NFC i Minnesota Vikings per 31-28 nei tempi supplementari.  Il 7 febbraio 2010, i Saints sconfissero i favoriti Indianapolis Colts nel Super Bowl XLIV disputato a Miami. Nella partita, Moore ricevette due passaggi per 21 yard e segnò una conversione da due punti, laureandosi per la prima volta campione NFL.

#### Stagione 2010
Nella stagione 2010, Moore disputò tutte le 16 gare stagionali, ma solo una come titolare. La miglior partita dell'anno la giocò contro gli Atlanta Falcons. Moore terminò l'annata con 66 ricezioni per 763 yard e 8 touchdown. I Saints campioni in carica non riuscirono a bissare il titolo dell'anno precedente, venendo eliminati nel turno delle wild card dai Seahawks.

#### Stagione 2011
Nell'annata 2011, Lance disputò 13 partite nella stagione regolare, 6 delle quali come titolare. Il giocatore fece registrare 50 ricezioni per 574 yard e 8 touchdown. I Saints terminarono la stagione regolare con un record di 13-3 vincendo la propria division. Nei playoff essi eliminarono i Detroit Lions nel primo turno e vennero eliminati nel successivo dai San Francisco 49ers.

#### Stagione 2012
Al debutto stagionale, nella sconfitta in casa contro i Washington Redskins, Moore fu il miglior ricevitore della squadra con 120 yard guadagnate, segnando un touchdown su ricezione. Nella settimana 11 contro gli Oakland Raiders Moore segnò altri due touchdown arrivando a quota 4 in stagione..

#### Stagione 2013
Il ruolo di Moore diminuì nel 2013, rallentato dagli infortuni che gli fecero perdere tre partite e terminò la stagione regolare con sole 457 yard ricevute e 2 touchdown. Scese al quarto posto nelle gerarchie dei ricevitori della squadra con l'emergere del rookie Kenny Stills. Il 4 gennaio 2014, i Saints vinsero la prima gara di playoff in trasferta della storia della franchigia superando gli Eagles per 26-24 nel turno delle wild card. Moore contribuì segnando l'unico touchdown su ricezione della sua squadra.
Il 7 marzo, Moore fu svincolato dopo nove stagioni coi Saints.

### Pittsburgh Steelers
Il 21 marzo 2014, Moore firmò un contratto biennale con i Pittsburgh Steelers.

### Detroit Lions
Il 2 maggio 2015, Moore firmò con i Detroit Lions.

## Palmarès

### Franchigia
- Super Bowl : 1

New Orleans Saints: Super Bowl XLIV
- National Football Conference Championship: 1

New Orleans Saints: 2009

## Statistiche
| Partite totali         | 101   |
| Partite da titolare    | 30    |
| Ricezioni              | 346   |
| Yard su ricezione      | 4.281 |
| Touchdown su ricezione | 38    |

Statistiche aggiornate alla stagione 2013